# Игнатьев, Семён Денисович
Семён Денисович Игна́тьев (1 [14] сентября 1904, Карловка, Херсонская губерния — 27 ноября 1983, Москва) — советский партийный и государственный деятель. Министр государственной безопасности СССР (1951—1953). Член Президиума ЦК КПСС (1952—1953).

## Биография
Родился в бедной крестьянской семье. По национальности украинец.
С 1914 года по 1919 год работал (в возрасте с 10 до 15 лет) на хлопкоочистительном заводе в г. Термезе (Узбекистан), куда переехали родители, затем — подручным слесаря железнодорожных мастерских Бухарской железной дороги. С конца 1919 года — секретарь комсомольской ячейки главного депо Бухарской железной дороги. С 1919 года — в комсомоле, член Аму-Дарьинского областного комитета комсомола (в Турткуле, ныне Республика Каракалпакстан). С 1920 года — в органах ВЧК, на комсомольской и профсоюзной работе. Последняя должность перед поступлением в Промакадемию — в 1929—1931 годах — заведующий массовым сектором Средне-Азиатского бюро ВЦСПС (в Ташкенте).
Член РКП(б) с 1926 (кандидат с 1924?).
В 1935 году окончил авиационный факультет Всесоюзной промышленной академии им. И. В. Сталина по специальности «инженер-технолог самолётостроения».
В 1935—1937 годах — помощник заведующего промышленным отделом ЦК ВКП(б) — большую часть времени — А. А. Андреева.
В 1937—1943 годах — первый секретарь Бурят-Монгольского областного комитета ВКП(б) и Улан-Удэнского городского комитета ВКП(б).
В 1943—1946 годах — первый секретарь Башкирского областного комитета ВКП(б). Отозван «для использования на ответственной работе в ЦК ВКП(б)», выдвиженец Н. С. Патоличева.
С 1946 по 1947 год — первый заместитель начальника Управления по проверке партийных кадров ЦК ВКП(б) Патоличева, член редакционной коллегии журнала «Партийная жизнь» (1946—1947).
В 1946 году — член Совета по делам колхозов при Совете Министров СССР.
С 1947 по 1949 год — секретарь, второй секретарь ЦК КП(б) Беларуси, член Бюро ЦК КП(б) Беларуси (1947—1949).
С 1949 года — секретарь Среднеазиатского бюро ЦК ВКП(б), уполномоченный ЦК ВКП(б) по Узбекской ССР.
В 1950—1952 годах — заведующий отделом партийных, профсоюзных и комсомольских органов ЦК ВКП(б).
В июле 1951 года специальным постановлением был назначен представителем ЦК ВКП(б) в министерстве государственной безопасности.
В 1951—1953 годах — министр государственной безопасности СССР (при нём раскручивались «Дело врачей» и «Мингрельское дело»), одновременно возглавлял отдел ЦК КПСС, а затем — Управление охраны МГБ после отстранения многолетнего начальника охраны Сталина генерала Н. С. Власика. После смерти И. Сталина в марте 1953 года министерство слилось с МВД, во главе которого стал Л. П. Берия, Игнатьев 6 марта 1953 г. стал секретарём ЦК КПСС.
На следующий день после освобождения врачей (по «делу врачей»), 5 апреля 1953 года, опросом членов ЦК КПСС было принято решение ввиду «допущенных т. Игнатьевым С. Д. серьёзных ошибок в руководстве бывшим Министерством государственной безопасности СССР» освободить его от обязанностей секретаря ЦК КПСС (он проработал меньше месяца в этой должности, что было антирекордом в истории ЦК КПСС).
28 апреля 1953 года также опросом членов ЦК С. Д. Игнатьев был выведен и из состава ЦК КПСС. Это был первый акт борьбы за власть в партии, в которой Берия нанёс удар по Г. М. Маленкову, так как Игнатьев был его креатурой. По предложению Берии, поддержанному другими членами Президиума ЦК, Комитету партийного контроля при ЦК КПСС было поручено рассмотреть вопрос о партийной ответственности С. Д. Игнатьева.
После краха Берии постановление Пленума ЦК КПСС от 28 апреля 1953 года на июльском 1953 года Пленуме ЦК было отменено, и С. Д. Игнатьев был восстановлен в составе членов ЦК.
В 1953 году занимал должность председателя комитета Международной уголовной полиции Интерпол в СССР.
19 декабря 1953 года он был назначен первым секретарём Башкирского областного комитета КПСС, в июне 1957 года был назначен первым секретарём Татарского областного комитета КПСС, освобождён 3 декабря 1960 года — по состоянию здоровья. В обе тюркские АССР Поволжья он был направлен с учётом его опыта прежней работы, с 10 лет (с детства) в тюркских республиках Средней Азии (Термез, Бухара, Торткуль, Ташкент) и владения тюркскими языками.
Профессор Б. Ф. Султанбеков, отмечая усилия Игнатьева по сохранению татарской культуры, школы и языка, считает, что по этой причине Игнатьев был обвинён в потакании «национальной ограниченности», снят с работы под предлогом «серьёзно пошатнувшегося здоровья» и отправлен на пенсию.
С 1960 года — персональный пенсионер союзного значения, жил в Москве.
Член ЦРК КПСС (1939—1952), член ЦК КПСС (1952—1953, 1953—1961). Депутат Верховного Совета СССР 1-5-го созывов.
Похоронен на Новодевичьем кладбище в Москве.

## Награды и звания
- четыре ордена Ленина (29.02.1940, 23.03.1944, 30.12.1948, 11.01.1957)
- орден Октябрьской Революции (13.09.1974)
- орден Отечественной войны 1 степени (2.07.1945)
- орден Трудового Красного Знамени (30.12.1943)
- медали СССР

## Отзывы
- По воспоминаниям П. А. Судоплатова, «каждое агентурное сообщение воспринималось им как открытие Америки. Его можно было убедить в чём угодно: стоило ему прочесть любой документ, как он тут же подпадал под влияние прочитанного, не стараясь перепроверить факты»[4].
- По мнению генерала Алидина, Игнатьев, «по характеру мягкий, полностью подчинялся требованиям вышестоящего руководства, особенно робел перед Сталиным и беспрекословно выполнял любое указание. Этим был и опасен»[9].